# Schloss Ratzenhofen

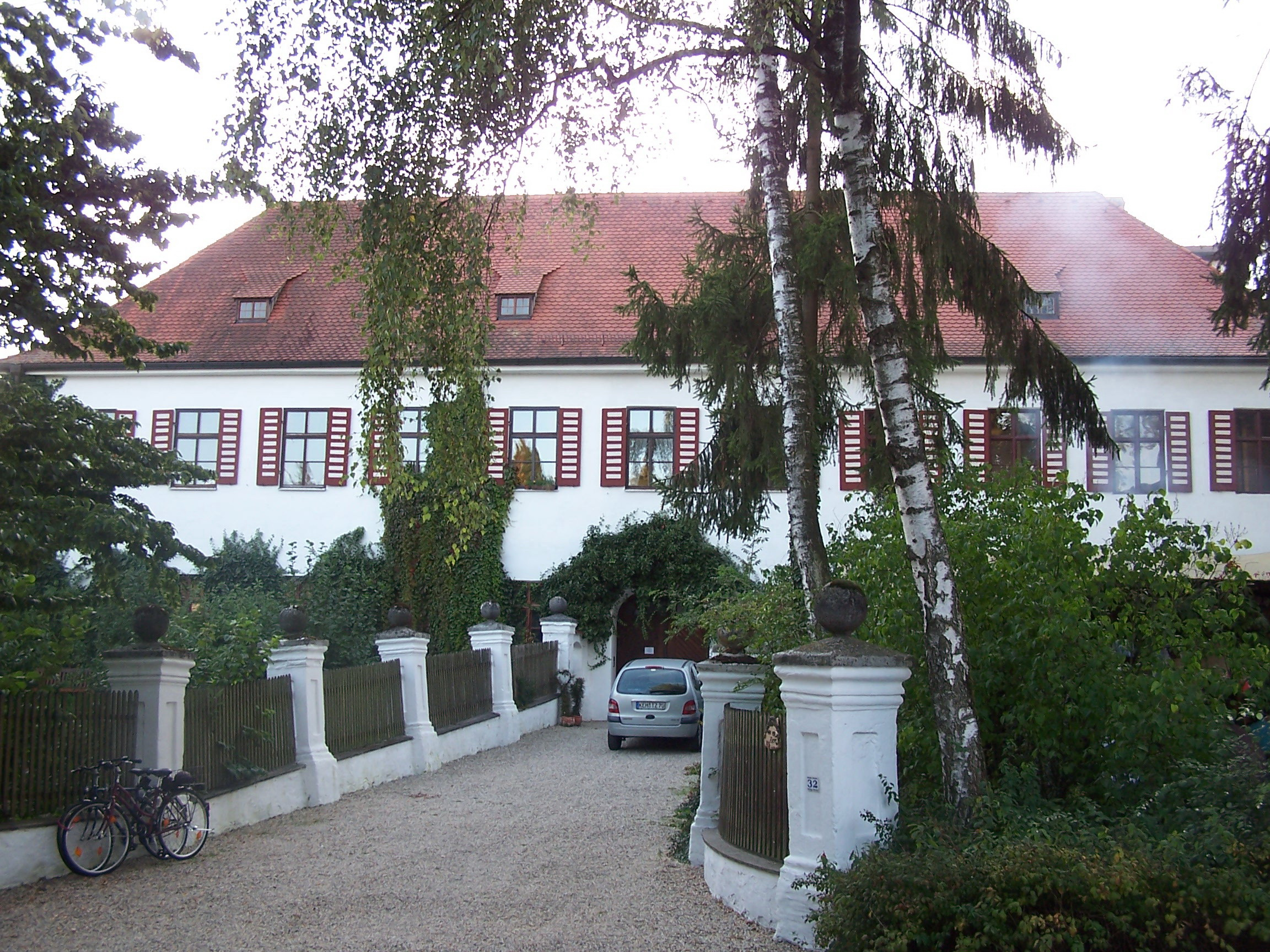
Schloss Ratzenhofen (2006)

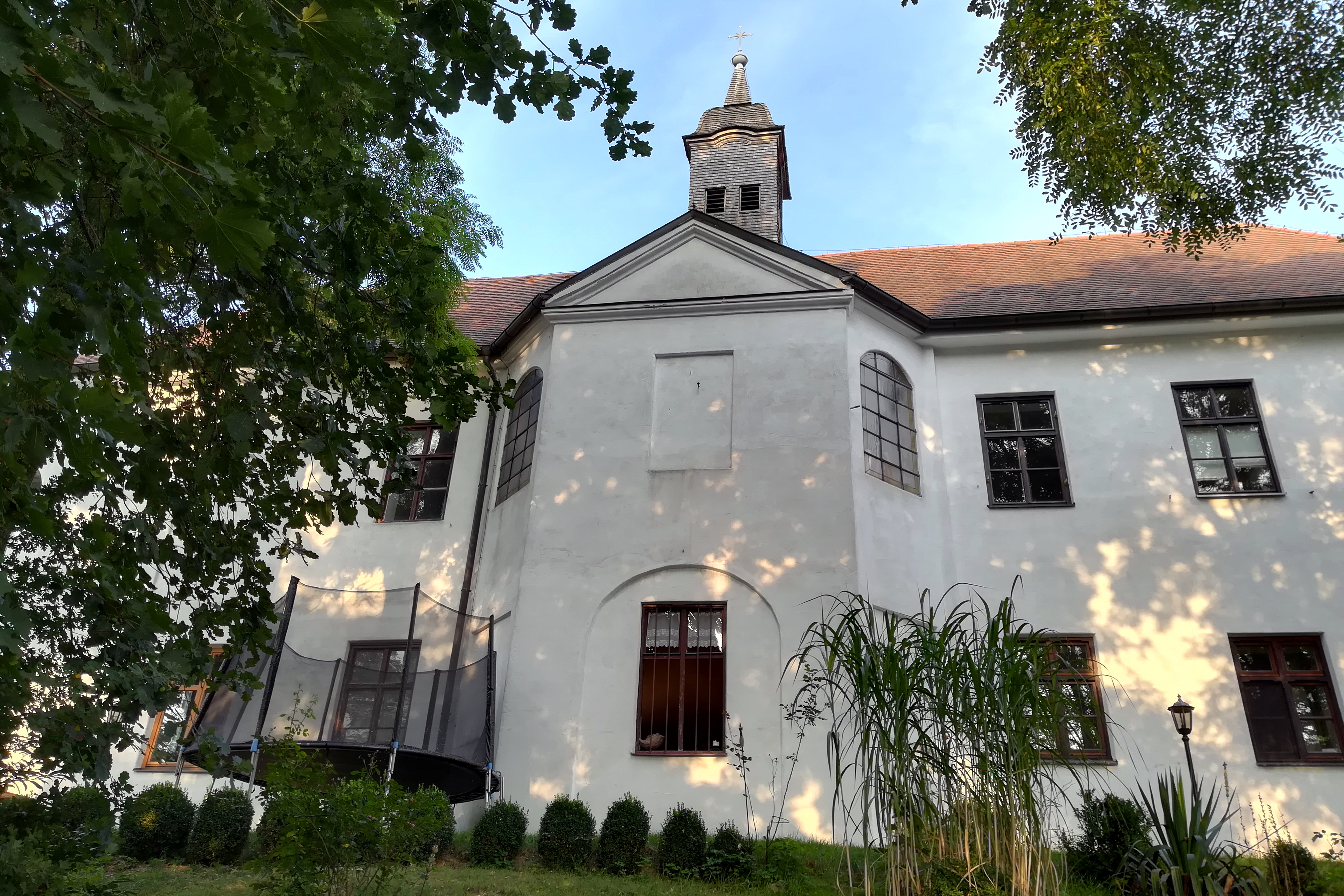
Schloss Ratzenhofen mit Kapelle (2018)

Das Schloss Ratzenhofen befindet sich in dem gleichnamigen Ortsteil Ratzenhofen der niederbayerischen Gemeinde Elsendorf im Landkreis Kelheim. Das Schloss ist unter der Denkmalnummer D-2-73-163-1 in der Bayerischen Denkmalliste eingetragen, zugleich werden hier „untertägige mittelalterliche und frühneuzeitliche Befunde im Bereich des Schlosses mit Schlosskapelle St. Georg und zugehöriger Ökonomie in Ratzenhofen, zuvor mittelalterliche Burg. Siedlung der frühen Latènezeit, Bestattungsplatz vor- und frühgeschichtlicher bzw. mittelalterlicher Zeitstellung.“ mit der Denknummer D-2-7336-0016 als Bodendenkmal angegeben.

## Beschreibung
Es wird angenommen, dass hier ab dem Ende des 11. Jahrhunderts eine Befestigungsanlage bestand; vermutlich war dies eine auf einem pyramidenstumpfartigen Hügel stehende Motte. Dies war also die erste von den Herren von Ratzenhofen errichtete hochmittelalterliche Niederungsburg. Von dieser sind noch Teile des Wassergrabens erhalten. Zu Beginn des 20. Jahrhunderts waren noch alle vier Seiten des Grabens vollständig erhalten und eine Zugbrücke führte zu dem Schloss. Die Wehranlage hatte ein Ausmaß von 100 × 100 m; der durch den Grabenaushub erhöhte Burgbereich machte 40 × 40 m aus. Vermutlich wurde der Graben vom Wasser der Abens gespeist, aber seit spätestens 1778 befindet sich darin kein Wasser mehr.

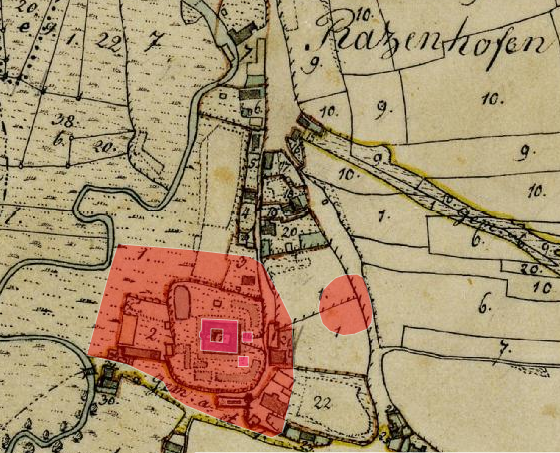
Lageplan von Schloss Ratzenhofen

Im 15. Jahrhundert dürfte die Burg nur vom Westen her über einen Vorhof erreichbar gewesen sein. Danach konnte man über eine Zugbrücke von der Ostseite und einen mächtige Torturm in die Kernburg gelangen. Neben einem mehrstöckigen Palas gehörte zur Burg ein Getreidekasten mit drei Böden, in dessen Erdgeschoss waren zwei Marställe untergebracht. Zu dem Ensemble gehörte noch ein Backofen, ein Badhaus, ein Brunnen und diverse Nebengebäude für das Gesinde. Baulücken waren mit einer Mauer mit Erkern geschlossen. Zur Abens hin lagen der Meierhof mit Stallungen und Scheunen. 1474 wurden durch Herzog Ludwig Ausbauten durchgeführt, ebenso 1503, als der Palas aufgestockt wurde, um Unterkünfte für die Herrschaft und das Hofgesinde zu erhalten. 1558 wurde der Torturm erneuert.

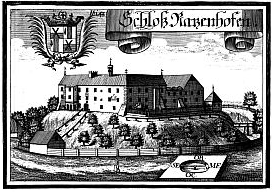
Schloss Ratzenhofen nach einem Stich von Michael Wening (1700)

Im Dreißigjährigen Krieg wurde das Schloss verwüstet, danach aber – wie der Stich von Michael Wening Ende des 17. Jahrhunderts zeigt – unter den Freiherrn von Mämming wieder aufgebaut; allerdings fehlt der mächtige Torturm. 1767 bis 1771 wurde die Feste von Ignatz Josef von Kretz, Hofkammerrat und Hofzahlmeister von Kurfürst Maximilian III. Joseph von Bayern, zu einem Schloss umgebaut. Am 11. November 1913 ist das Schloss teilweise ausgebrannt, wurde anschließend aber wieder instand gesetzt. Heute befindet sich eine zweigeschossige Vierflügelanlage an der Stelle der früheren Burg.
Zu dem Schloss gehört auch eine Schlosskapelle mit dem Patrozinium des St. Georg. Die Kapelle wurde 1665 geweiht. Auch sie wurde 1913 durch einen Brand zerstört, aber wieder aufgebaut. Sie besitzt im Obergeschoss einen mit Schindeln gedeckten Glockenturm.
Die Burg in Ratzenhofen war an einem wichtigen Kreuzungspunkt von zwei Altstraßen errichtet worden; hier kreuzte sich der Fernweg von Hemau nach Freising und ein weiterer von Landshut nach Pförring.

## Geschichte
Der Stammvater der Ratzenhofener war Eberhard, 1065 Graf im südl. Kelsgau. Er findet Mitte des 11. Jahrhunderts Erwähnung in Urkunden des Klosters Münchsmünster und des Klosters Geisenfeld. Sein Nachfolger, Eberhard I. von Ratzenhofen († 1097), war 1086 Vogt von Geisenfeld und mit Mathilde von Moosburg verheiratet. Sein Sohn Eberhard II. nennt sich abwechselnd von Hittenburg oder von Ratzenhofen. Über die Erbtochter Adelheid geht Ratzenhofen 1279 an Albert von Hals über. Der letzte der Grafen von Hals war sein Urenkel Leopold († 7. März 1375). Danach bemächtigte sich der Onkel des Leopolds, Landgraf Johann I. von Leuchtenberg, Ratzenhofen. Zugleich erhoben die bayerischen Herzöge Anspruch auf die Vesten Ratzenhofen und Erneck, welche Ratzenhofen als heimgefallenes Lehen betrachteten. Nach einem Schiedsspruch von Burggraf Friedrich V. von Nürnberg kamen die beiden Besitztümer 1377 an die Herzöge von Bayern-Landshut, Stephan, Johann und Friedrich, aber nur gegen Bezahlung von 14.000 kleinen Gulden.
In der Folge wurde Ratzenhofen immer wieder verpfändet, so 1427 an „Sigmund Seywolltzdorfer“, 1429 an Vivianz Ahamer und seine Gattin auf Lebenszeit, 1458 an Sigmund von Freyberg, 1485 an Jörg Sandizeller, 1495 an Oswald Ecker unter der Bedingung, dem Herzog mit drei Pferden zu dienen, und 1525 an Dr. Jörg Beham, Leibarzt von Herzog Ludwig X. Ratzenhofen war ein beliebter Aufenthaltsort der niederbayerischen Herzöge Ludwig und Georg, wobei letzterer mit seiner neuvermählten Gattin Hedwig 1476 mit dem Hofgesinde hier nächtigte.
1564 wurde Ratzenhofen zusammen mit der Propstei Elsendorf dem Leonhard Memminger verliehen. Durch den Dreißigjährigen Krieg wurde die mächtige Burganlage stark beschädigt und es erfolgte ein schlossähnlicher Neuaufbau unter Verwendung des alten Mauerwerks. Nach dem Aussterben der Freiherren von Mämming fiel Ratzenhofen 1759 an den Kurfürsten Max III. Joseph zurück. Dieser vertauschte Hofmark und Schloss Ratzenhofen 1767 gegen Schloss Bedernau an Ignatz Josef von Kretz. 1801 gelangte Ratzenhofen über die Witwe Anna Ursula von Kretz an deren Vetter Franz Benno von Kretz. Dessen Tochter heiratete Gangold von Cottel. Nach dessen Tod 1850 teilten sich 17 Erben den Nachlass. Über
Nikolaus von Cottel gelangte das Anwesen 1918 an die Familie Zierer, in deren Hände es heute noch ist.
Heute wird die Schlossanlage für vielfältige zeitgemäße Nutzungen verwendet, so ist hier eine Hochzeitslocation mitsamt Standesamt untergebracht und im Schlossgarten ist ein Biergarten eingerichtet. Die Anlage wird zudem für lokale Festlichkeiten genutzt, so etwa für das „Festival der Sinne“, einen Bauernmarkt oder für das Hopfenzupferfest mit Wahl der Hopfenkönigin. Die 1864 eingerichtete Schlossbrauerei wurde 1972 eingestellt.